# جیسون کوندی
جیسون کوندی (انگلیسی: Jason Cundy؛ زادهٔ ۱۲ نوامبر ۱۹۶۹) بازیکن فوتبال اهل استرالیا است.
از باشگاه‌هایی که در آن بازی کرده‌است می‌توان به باشگاه فوتبال کریستال پالاس، باشگاه فوتبال پورتسموث، باشگاه فوتبال چلسی، باشگاه فوتبال تاتنهام هاتسپر، باشگاه فوتبال ایپسویچ تاون، و باشگاه فوتبال بریستول سیتی اشاره کرد.
وی همچنین در تیم ملی فوتبال زیر ۲۱ سال انگلستان بازی کرده‌است.